# Julius No
Doktor Julius No – fikcyjna postać z książki i filmu z Jamesem Bondem pt. Doktor No. Pierwszy główny przeciwnik agenta 007 w oficjalnej serii filmowej wytwórni EON Productions. W ekranizacji w rolę tę wcielił się kanadyjski aktor, Joseph Wiseman. 
No był synem Niemca i Chinki, członkiem organizacji terrorystycznej WIDMO. Pracował nad systemem przejmowania amerykańskich rakiet kosmicznych. W wyniku kontaktu z radioaktywnymi materiałami stracił ręce, które zastąpił mechanicznymi implantami..
Według książki Fleminga Doktorowi No dłonie obcięto podczas tortur, zaznaczając w ten sposób złodziejstwo dokonane na tongu, do którego należał. Doktor wykorzystał bowiem wzajemną walkę dwóch najpotężniejszych tongów amerykańskich.